# Dixeia charina
Dixeia charina är en fjärilsart som först beskrevs av Jean Baptiste Boisduval 1836.  Dixeia charina ingår i släktet Dixeia och familjen vitfjärilar. Inga underarter finns listade i Catalogue of Life.

## Bildgalleri

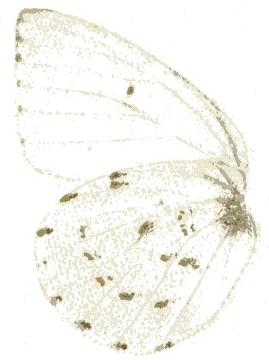
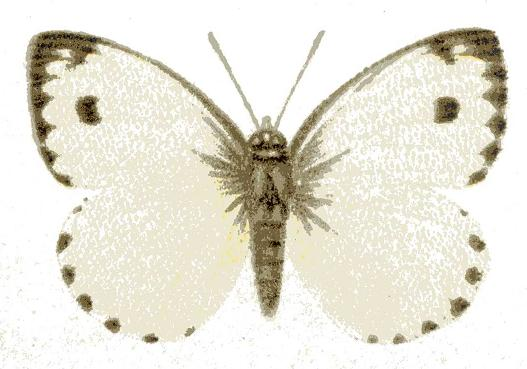
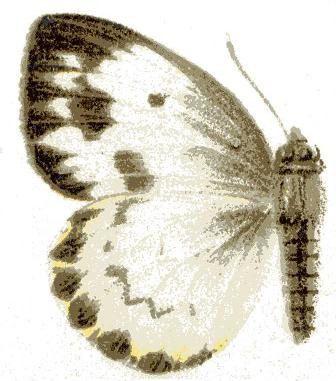
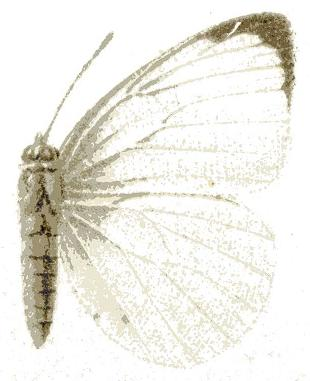
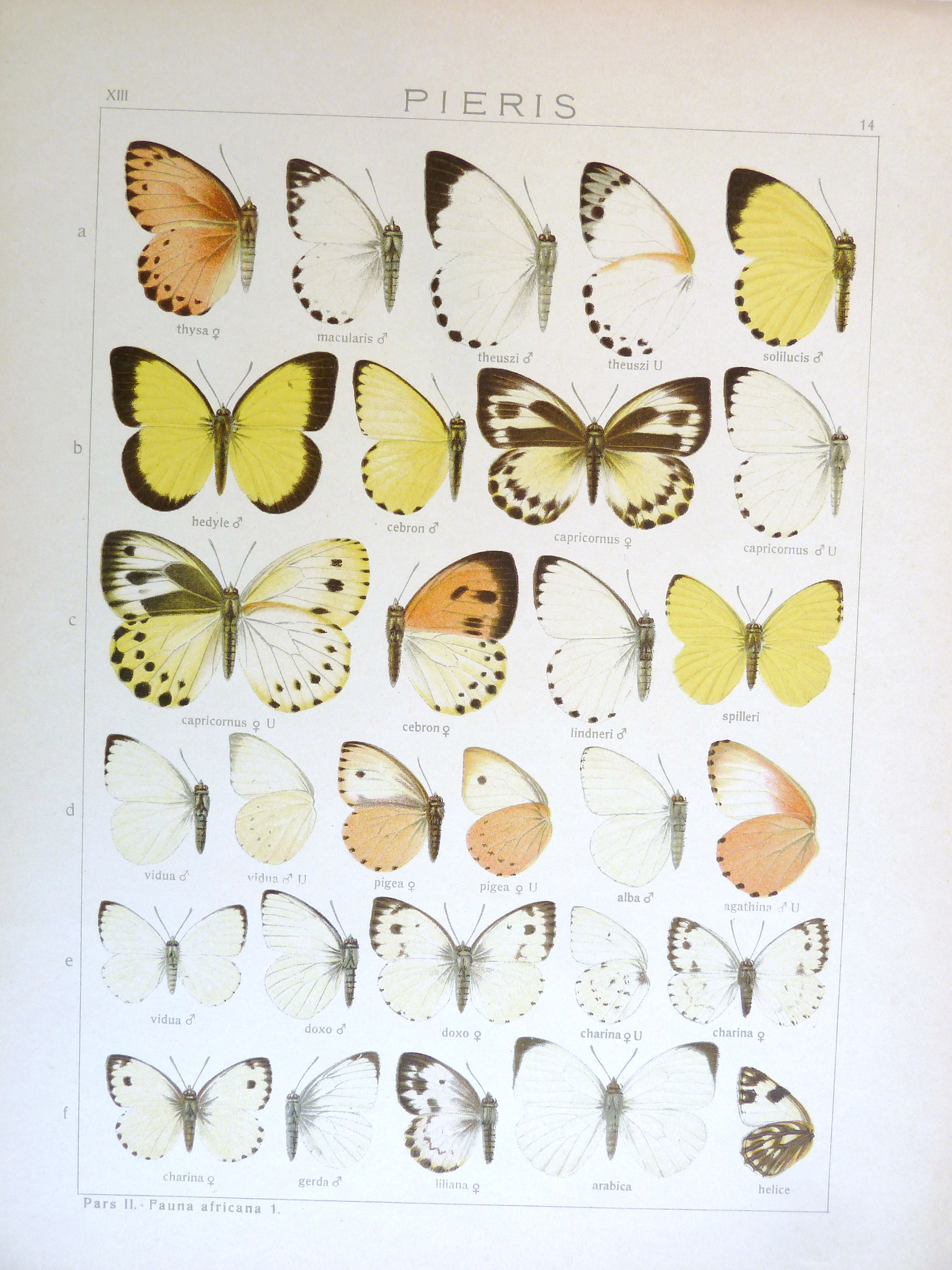